# يوهان كريستوف فريدريك باخ
يوهان كريستوف فريدريك باخ (بالألمانية: Johann Christoph Friedrich Bach )‏ (و. 1732 – 1795 م) هو ملحن، وقائد فرقة موسيقية ‏، ولد في لايبزيغ، توفي في بوكه بورغ، عن عمر يناهز 63 عاماً.

## روابط خارجية
- يوهان كريستوف فريدريك باخ على موقع الموسوعة البريطانية (الإنجليزية)
- يوهان كريستوف فريدريك باخ على موقع ميوزك برينز (الإنجليزية)
- يوهان كريستوف فريدريك باخ على موقع ديسكوغز (الإنجليزية)